# レンツィ内閣

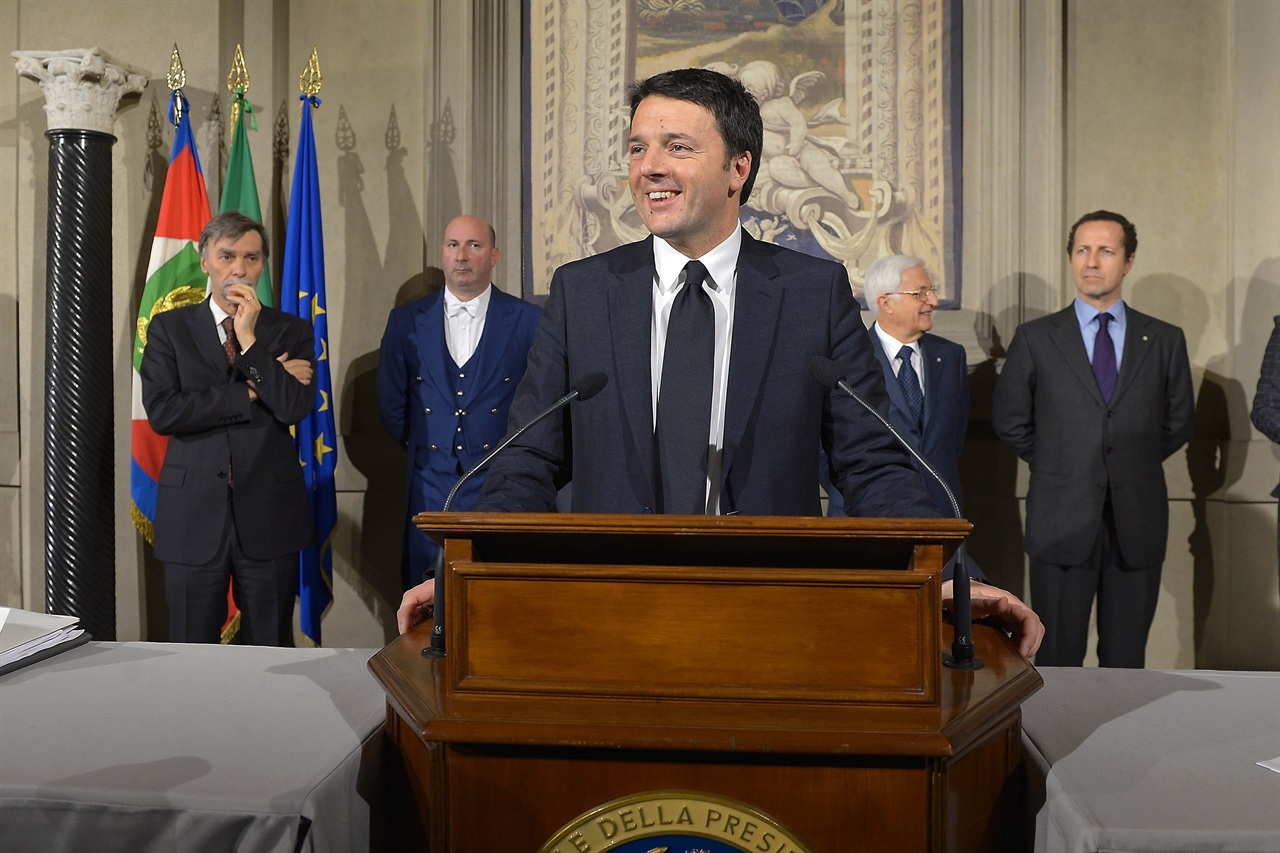
クイリナーレ宮殿（大統領官邸）で会見するレンツィ。

レンツィ内閣（レンツィないかく、イタリア語: Governo Renzi）は、イタリアの第63代内閣である。閣僚評議会議長（首相）はマッテオ・レンツィ。

## 概要
左派のイタリア社会党、中道左派の民主党、中道右派の新中道右派、中道の中道連合、マリオ・モンティ元首相の経済再建策（モンティ改革）を指示する市民の選択による連立政権。
レンツィは39歳での首相就任となり、かのベニート・ムッソリーニの記録を抜いてイタリア史上最年少の首相となった。また閣僚の平均年齢も47.8歳で、閣僚の半数を女性が占めるなど、無党派を意識して若さや新鮮味を強調した内閣となっている。レンツィは行政のスリム化を掲げ、閣僚数をレッタ内閣の21から16に削減した。。
一方で政策実行能力が疑問視される事も多く、出身母体の民主党内でもレンツィのワンマンショー的な政権運営への批判は少なくない。また若者や無党派の多くは最大野党であるインターネット政党の五つ星運動に流れ、新中道右派以外の旧・自由の人民系政党（フォルツァ・イタリア、イタリアの同胞）、それに地方政党の北部同盟なども野党として行動しており、議会運営も不安定な状態が続いている。

## 人事

### 閣僚
| 職名                                | 氏名 | 氏名                           | 在任期間                        | 所属党派 | 所属党派                  |
| ----------------------------------- | ---- | ------------------------------ | ------------------------------- | -------- | ------------------------- |
| 閣僚評議会議長 （首相）             |      | マッテオ・レンツィ             | 2014年2月22日 - 2016年12月12日  |          | 民主党                    |
| 外相                                |      | フェデリカ・モゲリーニ         | 2014年2月22日 - 2014年10月31日  |          | 代議院（下院） 民主党     |
| 外相                                |      | パオロ・ジェンティローニ       | 2014年10月31日 - 2016年12月12日 |          | 民主党                    |
| 内相                                |      | アンジェリーノ・アルファノ     | 2014年2月22日 - 2016年12月12日  |          | 代議院（下院） 新中道右派 |
| 経済財務相                          |      | ピエール・カルロ・パドアン     | 2014年2月22日 - 2016年12月12日  |          | 無所属                    |
| 国防相                              |      | ロベルタ・ピノッティ           | 2014年2月22日 - 2016年12月12日  |          | 元老院（上院） 民主党     |
| 司法相                              |      | アンドレア・オルランド         | 2014年2月22日 - 2016年12月12日  |          | 代議院（下院） 民主党     |
| 経済開発相                          |      | フェデリカ・グイディ           | 2014年2月22日 - 2016年4月5日    |          | 無所属                    |
| 経済開発相                          |      | カルロ・カレンダ               | 2016年5月10日 - 2016年12月12日  |          | 民主党                    |
| 労働社会政策相                      |      | ジュリアノ・ポレッティ         | 2014年2月22日 - 2016年12月12日  |          | 無所属                    |
| インフラ整備交通相                  |      | マウリツィオ・ルーピ           | 2014年2月22日 - 2015年3月20日   |          | 代議院（下院） 新中道右派 |
| インフラ整備交通相                  |      | グラツィアーノ・デルリオ       | 2015年4月2日 - 2016年12月12日   |          | 民主党                    |
| 農林食品政策相                      |      | マウリツィオ・マルティーナ     | 2014年2月22日 - 2016年12月12日  |          | 民主党                    |
| 教育・大学研究相                    |      | ステファニア・ジャンニーニ     | 2014年2月22日 - 2016年12月12日  |          | 元老院（上院） 市民の選択 |
| 保健相                              |      | ベアトリーチェ・ロレンツィン   | 2014年2月22日 - 2016年12月12日  |          | 代議院（下院） 新中道右派 |
| 環境相                              |      | ジャン＝ルーカ・ガレッティ     | 2014年2月22日 - 2016年12月12日  |          | 中道連合                  |
| 文化観光相                          |      | ダリオ・フランチェスキーニ     | 2014年2月22日 - 2016年12月12日  |          | 代議院（下院） 民主党     |
| 無任所相 （地域自治体担当）         |      | マリア＝カルメラ・ランツェッタ | 2014年2月22日 - 2015年1月26日   |          | 民主党                    |
| 無任所相 （地域自治体担当）         |      | エンリコ・コスタ               | 2016年1月29日 - 2016年1月29日   |          | 代議院（下院） 新中道右派 |
| 無任所相 （行政簡素化担当）         |      | マリアンナ・マディーア         | 2014年2月22日 - 2016年12月12日  |          | 代議院（下院） 民主党     |
| 無任所相 （憲法改正・議会関係担当） |      | マリア・エレナ・ボスキ         | 2014年2月22日 - 2016年12月12日  |          | 代議院（下院） 民主党     |

### 副閣僚
| 職名             | 氏名 | 氏名                | 在任期間                       | 所属党派 | 所属党派                      |
| ---------------- | ---- | ------------------- | ------------------------------ | -------- | ----------------------------- |
| 外務             |      | Lapo Pistelli       | 2014年2月28日 - 2015年6月15日  |          | 代議院（下院） 民主党         |
| 外務             |      | マリオ・ジーロ      | 2015年6月15日 - 2016年12月12日 |          | 代議院（下院） 民主主義連帯   |
| 内務             |      | Filippo Bubbico     | 2014年2月28日 - 2016年12月12日 |          | 元老院（上院） 民主党         |
| 経済財務         |      | Luigi Casero        | 2014年2月28日 - 2016年12月12日 |          | 新中道右派                    |
| 経済財務         |      | Enrico Morando      | 2014年2月28日 - 2016年12月12日 |          | 民主党                        |
| 司法             |      | Enrico Costa        | 2016年2月28日 - 2016年12月12日 |          | 代議院（下院） 新中道右派     |
| 経済開発         |      | カルロ・カレンダ    | 2014年2月28日 - 2016年2月14日  |          | 市民の選択                    |
| 経済開発         |      | Claudio De Vincenti | 2014年2月28日 - 2015年4月9日   |          | 元老院（上院） 民主党         |
| 経済開発         |      | Teresa Bellanova    | 2015年5月7日 - 2016年12月12日  |          | 代議院（下院） 民主党         |
| インフラ整備交通 |      | Riccardo Nencini    | 2014年2月28日 - 2016年12月12日 |          | 元老院（上院） イタリア社会党 |
| 農林食品政策     |      | Andrea Olivero      | 2014年2月28日 - 2016年12月12日 |          | イタリア人民主義者            |

### 政務次官
| 役職                    | 役職 | 氏名                      | 在任期間                       | 所属党派 | 所属党派              |
| ----------------------- | ---- | ------------------------- | ------------------------------ | -------- | --------------------- |
| 首相府 （内閣官房長官） |      | グラツィアーノ・デルリオ  | 2014年2月22日 - 2015年4月2日   |          | 民主党                |
| 首相府 （内閣官房長官） |      | Claudio De Vincenti       | 2015年4月10日 - 2016年12月12日 |          | 民主党                |
| 首相府                  |      | Luca Lotti                | 2014年2月28日 - 2016年12月12日 |          | 代議院（下院） 民主党 |
| 首相府                  |      | Sandro Gozi               | 2014年2月28日 - 2016年12月12日 |          | 代議院（下院） 民主党 |
| 首相府                  |      | Marco Minniti             | 2014年2月28日 - 2016年12月12日 |          | 代議院（下院） 民主党 |
| 外務                    |      | Mario Giro                | 2014年2月28日 - 2016年12月12日 |          | イタリア人民主義者    |
| 外務                    |      | Benedetto Della Vedova    | 2014年2月28日 - 2016年12月12日 |          | 市民の選択            |
| 内務                    |      | Domenico Manzione         | 2014年2月28日 - 2016年12月12日 |          | 無所属                |
| 内務                    |      | Giampiero Bocci           | 2014年2月28日 - 2016年12月12日 |          | 民主党                |
| 経済財務                |      | Pierpaolo Baretta         | 2014年2月28日 - 2016年12月12日 |          | 民主党                |
| 経済財務                |      | Giovanni Legnini          | 2014年2月28日 - 2016年12月12日 |          | 民主党                |
| 経済財務                |      | Enrico Zanetti            | 2014年2月28日 - 2016年12月12日 |          | 市民の選択            |
| 国防                    |      | Domenico Rossi            | 2014年2月28日 - 2016年12月12日 |          | 新中道右派            |
| 司法                    |      | Cosimo Maria Ferri        | 2014年2月28日 - 2016年12月12日 |          | 無所属                |
| 経済開発                |      | Simona Vicari             | 2014年2月28日 - 2016年12月12日 |          | 新中道右派            |
| 経済開発                |      | Antonello Giacomelli      | 2014年2月28日 - 2016年12月12日 |          | 民主党                |
| 労働社会政策            |      | Franca Biondelli          | 2014年2月28日 - 2016年12月12日 |          | 民主党                |
| 労働社会政策            |      | Teresa Bellanova          | 2014年2月28日 - 2016年12月12日 |          | 民主党                |
| 労働社会政策            |      | Luigi Bobba               | 2014年2月28日 - 2016年12月12日 |          | 民主党                |
| 労働社会政策            |      | Massimo Cassano           | 2014年2月28日 - 2016年12月12日 |          | 新中道右派            |
| インフラ整備交通        |      | Umberto Del Basso de Caro | 2014年2月28日 - 2016年12月12日 |          | 民主党                |
| インフラ整備交通        |      | Antonio Gentile           | 2014年3月3日 - 2016年12月12日  |          | 新中道右派            |
| 農林食品政策            |      | Giuseppe Castiglione      | 2014年2月28日 - 2016年12月12日 |          | 新中道右派            |
| 教育大学研究            |      | Roberto Reggi             | 2014年2月28日 - 2016年12月12日 |          | 民主党                |
| 教育大学研究            |      | Angela D'Onghia           | 2014年2月28日 - 2016年12月12日 |          | イタリア人民主義者    |
| 教育大学研究            |      | Gabriele Toccafondi       | 2014年2月28日 - 2016年12月12日 |          | 新中道右派            |
| 保健                    |      | Vito De Filippo           | 2014年2月28日 - 2016年12月12日 |          | 民主党                |
| 環境                    |      | Silvia Velo               | 2014年2月28日 - 2016年12月12日 |          | 民主党                |
| 環境                    |      | Barbara Degani            | 2014年2月28日 - 2016年12月12日 |          | 新中道右派            |
| 文化観光                |      | Francesca Barracciu       | 2014年2月28日 - 2016年12月12日 |          | 民主党                |
| 文化観光                |      | Ilaria Borletti Buitoni   | 2014年2月28日 - 2016年12月12日 |          | 市民の選択            |
| 地域自治体              |      | Gianclaudio Bressa        | 2014年2月28日 - 2016年12月12日 |          | 民主党                |
| 行政簡素化              |      | Angelo Rughetti           | 2014年2月28日 - 2016年12月12日 |          | 民主党                |
| 憲法改正・議会関係      |      | Maria Teresa Amici        | 2014年2月28日 - 2016年12月12日 |          | 民主党                |
| 憲法改正・議会関係      |      | Luciano Pizzetti          | 2014年2月28日 - 2016年12月12日 |          | 民主党                |
| 憲法改正・議会関係      |      | Ivan Scalfarotto          | 2014年2月28日 - 2016年12月12日 |          | 民主党                |